# Hôtel Arçabil

L’hôtel Arçabil (anciennement : hôtel Président ou Prezident Myhmanhasy en turkmène) est un gratte-ciel situé à Achgabat, la capitale du Turkménistan. Construit en 2004 par Bouygues Turkmène, il abrite un complexe hôtelier de cinq étoiles. Il se dresse à proximité de l'autoroute Archabil, dans la partie méridionale de l'agglomération, à environ dix kilomètres du centre-ville, douze kilomètres de la gare de chemins de fer et dix-huit kilomètres de l'aéroport international.
L'hôtel Président est principalement fréquenté par les délégations officielles et les diplomates en visite au Turkménistan. Divisé en 152 chambres réparties sur 16 niveaux, il est équipé d'une salle de conférence et d'une salle de banquets de 250 places. Il accueille également un parc, une piscine, deux courts de tennis, un sauna et un restaurant.
L'hôtel Président compte parmi les vingt plus hauts édifices d'Achgabat.